# 8904 Йосіхара
8904 Йосіхара (8904 Yoshihara) — астероїд головного поясу, відкритий 15 листопада 1995 року.
Тіссеранів параметр щодо Юпітера — 3,377.
Названо на честь астронома-аматора Йосіхари (яп. よしはら(吉原) йосіхара).